# Centrochria deprensa
Centrochria deprensa là một loài bướm đêm trong họ Geometridae.